# カンガ・アカレ
ゴーティエ・カンガ・アカレ (Gautier Kanga AKALÉ、1981年3月7日）は、コートジボワール出身の元サッカー選手。元コートジボワール代表。ポジションはMF。「カンガ・ゴーティエ・アカレ」や「アカレ・カンガ・ゴーティエ」との姓名表記もあるが、これは姓-名の順番に表されるコートジボワールの慣習によるもの。

## 経歴
本来は中盤の選手であるが、フォワードや左ウイングとしてもプレーできる。1998年にスイスのFCシオンに移籍すると、FCチューリヒ時代も含めて4シーズン半の間スイス・スーパーリーグでプレーした。2002-03シーズンの冬の移籍期間にフランスのAJオセールに移籍した。2004-05シーズンからは連続して30試合以上に出場し、2006-07シーズンは9得点した。2007年にRCランスに完全移籍し、2008年1月からシーズン終了までオリンピック・マルセイユにレンタル移籍した。2008年にレクレアティーボ・ウェルバに移籍した。2008-09シーズンは主に途中出場で26試合に出場したが、チームは最下位でセグンダ・ディビシオンに降格した。
2003年2月11日、カメルーン戦でコートジボワール代表にデビューした。2006年のドイツW杯に出場した。

## 代表歴

### 出場大会
- コートジボワール代表
  - 2006 FIFAワールドカップ

### 試合数
- 国際Aマッチ 36試合 3得点（2002年-2008年）[2]

| コートジボワール代表 | 国際Aマッチ | 国際Aマッチ |
| 年                   | 出場        | 得点        |
| -------------------- | ----------- | ----------- |
| 2002                 | 1           | 0           |
| 2003                 | 5           | 0           |
| 2004                 | 3           | 0           |
| 2005                 | 4           | 1           |
| 2006                 | 12          | 2           |
| 2007                 | 2           | 0           |
| 2008                 | 9           | 0           |
| 通算                 | 36          | 3           |